# Bodicа
Bodica (mađ. Fazekasboda, nje. Boden) je selo u južnoj Mađarskoj.
Zauzima površinu od 7,02 km četvorna.

## Zemljopisni položaj
Nalazi se na 46° 7' sjeverne zemljopisne širine i 18° 29' istočne zemljopisne dužine, sjeveroistočno od Pečuha, istočno od gorja Mečeka. Palija je 5, a Jetinj 5,5 km sjeverno, Setržebet i Kikoš su 2 km južno, a Gereš je 4 km istočno.

## Upravna organizacija
Upravno pripada Pečvarskoj mikroregiji u Baranjskoj županiji. Poštanski broj je 7732.

## Stanovništvo
Bodica ima 210 stanovnika (2001.).

## Vanjske poveznice
- (mađ.) Fazekasboda Önkormányzatának honlapja
- Bodica na fallingrain.com